# سلك ألومنيوم مكسو بالنحاس

أسلاك ألومنيوم مكسوة بالنحاس

أسلاك الألومنيوم المكسوة بالنحاس  هي أسلاك كهربائية للتوصيل مصنوعة من نواة من الألومنيوم مكسوة بطبقة خارجية من النحاس.
تتميز هذه الأسلاك عن أسلاك النحاس المستخدمة في التمديدات الكهربائية بأنها تجمع بين الخواص والميزات لكلي الفلزين.